# Norveški meteorološki institut
Norveški meteorološki institut (no.: Meteorologisk institutt), međunarodno poznat i kao MET Norway, norveški je nacionalni meteorološki institut. Pruža vremenske prognoze za civilne i vojne potrebe i provodi istraživanja u meteorologiji, oceanografiji i klimatologiji. Sjedište instituta je u Oslu, a ima urede i postaje u drugim gradovima i mjestima. Ima oko 500 stalno zaposlenih, a osnovana je 1866. godine.

## Povijest
Institut je osnovan 1. prosinca 1866. uz pomoć norveškog astronoma i meteorologa Henrika Mohna koji je bio njegov ravnatelj do 1913. godine. Zaslužan je za utemeljitelj meteoroloških istraživanja u Norveškoj. Kratica MET Oslo ili MET OSLO u međunarodnoj se uporabi već dugo; Svjetska meteorološka organizacija je na primjer preporučila 1956. godine da njezini članovi standardiziraju reference na ovaj institut kao MET OSLO.

## Aktivnosti
Institut ima oko 500 zaposlenika i oko 650 honorarnih promatrača diljem zemlje. Također je upravljao posljednjim preostalim meteorološkim brodom na svijetu, MS Polarfront, stacioniranim u sjevernom Atlantiku, sve dok nije ukinut zbog proračunskih problema 1. siječnja 2010. i zamijenjen satelitskim podacima i podacima s plutača.
Institut predstavlja Norvešku u međunarodnim organizacijama kao što su Svjetska meteorološka organizacija (WMO), Europski centar za srednjoročne vremenske prognoze (ECMWF) i EUMETSAT. Institut je također partner u brojnim međunarodnim istraživačkim i nadzornim projektima uključujući EMEP, MyOcean, MyWave i Operativni oceanografski sustav sjeverozapadnog epikontinentalnog pojasa (NOOS).

## Usluge
Institut sa svoja tri ogranka u Oslu, Bergenu i Tromsøu pruža vremenske prognoze za Norvešku i norveške vode, kao i specijalizirane usluge kao što su praćenje leda, izlijevanja nafte i usluge prognoze traganja i spašavanja. Pomorske prognoze parametara stanja mora izdaju se i komercijalno naftnim tvrtkama i općenito za javnost. Institut također pruža podatke za besplatnu online uslugu yr.no, pokrenutu 2007., koja pruža vremensku prognozu za nekih 7 milijuna mjesta u svijetu.

## Promatračka mreža
Zavod je odgovoran za održavanje, provjeru kvalitete, arhiviranje i ažuriranje promatračke mreže koju čine automatizirane meteorološke postaje, radiosonde i meteorološki radari. Institut također arhivira morska promatranja visine valova i drugih oceanografskih parametara prikupljenih s naftnih platformi u norveškim vodama.

## Modeli prognoze
Institut proizvodi operativne vremenske prognoze koristeći različite numeričke modele predviđanja vremena uključujući Unificirani model i HIRLAM. Prognoze su podložne izmjenama koje unose prognostičari prije nego što budu objavljene. Institut također vodi skup operativnih modela oceana u rasponu rezolucije od 20 km na manje od 1 km. Paket modela trenutno uključuje i Princeton Ocean Model (POM) kao i noviji Regionalni sustav za modeliranje oceana (ROMS). Valni model WAM je u operativnoj uporabi od 1998. na brojnim rezolucijama mreže u rasponu od 50 km smanjen na 4 km dok je model SWAN implementiran za obalnu visoku rezoluciju (manje od 1 km grid resolution) aplikacije.

## Ravnatelji MET Norveške
- Henrik Mohn (1866. – 1913.)
- Aksel Steen (1914–15)
- Hans Theodor Hesselberg (1915–55)
- Ragnar Fjørtoft (1955.–1978.)
- Kaare Langlo (1978.–1983.)
- Arne Grammeltvedt (1984–98)
- Anton Eliassen (1998. – 2016.)
- Roar Skålin (2017. – )

## Vanjske poveznice
- Službene stranice
- Information about yr.no  (in English)  Arhivirana inačica izvorne stranice od 8. veljače 2009. (Wayback Machine)